# Lijst van spelers van het Welshe voetbalelftal
Deze lijst van spelers van het Welshe voetbalelftal geeft een overzicht van alle voetballers die minimaal dertig interlands (caps) achter hun naam hebben staan voor Wales. Vetgedrukte spelers zijn in 2024 nog voor de nationale ploeg uitgekomen.

## Overzicht
- Bijgewerkt tot en met de wedstrijd tegen  IJsland op 19 november 2024

| Naam speler        | Debuut | Laatst | Caps | Goals |
| ------------------ | ------ | ------ | ---- | ----- |
| Gareth Bale        | 2006   | 2022   | 111  | 40    |
| Chris Gunter       | 2007   | 2022   | 109  | 0     |
| Wayne Hennessey    | 2007   | 2023   | 109  | 0     |
| Ben Davies         | 2012   | 2024   | 92   | 2     |
| Neville Southall   | 1982   | 1997   | 92   | 0     |
| Aaron Ramsey       | 2008   | 2024   | 86   | 21    |
| Ashley Williams    | 2007   | 2019   | 86   | 2     |
| Gary Speed         | 1990   | 2004   | 85   | 7     |
| Craig Bellamy      | 1998   | 2013   | 78   | 19    |
| Joe Ledley         | 2005   | 2018   | 77   | 4     |
| Joe Allen          | 2009   | 2024   | 76   | 2     |
| Dean Saunders      | 1986   | 2001   | 75   | 22    |
| Peter Nicholas     | 1979   | 1992   | 73   | 2     |
| Ian Rush           | 1980   | 1996   | 73   | 28    |
| Mark Hughes        | 1984   | 1999   | 72   | 16    |
| Joey Jones         | 1976   | 1986   | 72   | 1     |
| Ivor Allchurch     | 1951   | 1966   | 68   | 23    |
| Bryan Flynn        | 1975   | 1984   | 66   | 7     |
| Andrew Melville    | 1989   | 2004   | 65   | 3     |
| Ryan Giggs         | 1991   | 2007   | 64   | 12    |
| Sam Vokes          | 2008   | 2019   | 64   | 11    |
| David Phillips     | 1984   | 1998   | 62   | 2     |
| Connor Roberts     | 2018   | 2024   | 60   | 3     |
| Harry Wilson       | 2013   | 2024   | 60   | 12    |
| Barry Horne        | 1988   | 1996   | 59   | 2     |
| Cliff Jones        | 1954   | 1970   | 59   | 16    |
| Kevin Ratcliffe    | 1981   | 1993   | 59   | 0     |
| Terry Yorath       | 1970   | 1981   | 59   | 2     |
| Simon Davies       | 2001   | 2010   | 58   | 6     |
| Robert Earnshaw    | 2002   | 2011   | 58   | 16    |
| Leighton Phillips  | 1971   | 1982   | 58   | 0     |
| Daniel James       | 2018   | 2024   | 55   | 7     |
| Ethan Ampadu       | 2017   | 2024   | 54   | 0     |
| Leighton James     | 1972   | 1983   | 54   | 10    |
| Mark Pembridge     | 1991   | 2004   | 54   | 5     |
| Dai Davies         | 1975   | 1983   | 52   | 0     |
| Sam Ricketts       | 2005   | 2014   | 52   | 0     |
| James Collins      | 2004   | 2016   | 51   | 3     |
| John Hartson       | 1995   | 2005   | 51   | 14    |
| John Mahoney       | 1968   | 1983   | 51   | 1     |
| Carl Robinson      | 1999   | 2008   | 51   | 1     |
| Mickey Thomas      | 1977   | 1986   | 51   | 4     |
| Paul Jones         | 1997   | 2006   | 50   | 0     |
| Andrew King        | 2009   | 2018   | 50   | 2     |
| Joe Rodon          | 2019   | 2024   | 50   | 0     |
| Rod Thomas         | 1967   | 1978   | 50   | 0     |
| Danny Gabbidon     | 2002   | 2013   | 49   | 0     |
| Billy Meredith     | 1895   | 1920   | 48   | 11    |
| Robbie James       | 1979   | 1988   | 47   | 7     |
| Chris Mepham       | 2018   | 2024   | 47   | 0     |
| Kieffer Moore      | 2019   | 2024   | 46   | 13    |
| Hal Robson-Kanu    | 2009   | 2021   | 46   | 5     |
| David Edwards      | 2007   | 2017   | 44   | 3     |
| Mike England       | 1962   | 1975   | 44   | 4     |
| Danny Ward         | 2016   | 2024   | 44   | 0     |
| Neco Williams      | 2020   | 2024   | 44   | 4     |
| David Edwards      | 2007   | 2017   | 43   | 3     |
| Neil Taylor        | 2010   | 2019   | 43   | 1     |
| Stuart Williams    | 1955   | 1966   | 43   | 0     |
| David Vaughan      | 2003   | 2016   | 42   | 1     |
| Mark Bowen         | 1986   | 1998   | 41   | 3     |
| Jack Kelsey        | 1954   | 1962   | 41   | 0     |
| Robert Page        | 1999   | 2005   | 41   | 0     |
| Alf Sherwood       | 1947   | 1957   | 41   | 0     |
| Peter Rodrigues    | 1965   | 1974   | 40   | 0     |
| John Toshack       | 1969   | 1980   | 40   | 13    |
| Mark Aizlewood     | 1986   | 1995   | 39   | 0     |
| Clayton Blackmore  | 1985   | 1998   | 39   | 1     |
| Terry Hennessey    | 1962   | 1973   | 39   | 0     |
| Ronnie Rees        | 1965   | 1972   | 39   | 3     |
| Robert Savage      | 1995   | 2004   | 39   | 2     |
| John Charles       | 1950   | 1965   | 38   | 15    |
| Simon Church       | 2009   | 2016   | 38   | 3     |
| Trevor Ford        | 1947   | 1957   | 38   | 23    |
| Joe Morrell        | 2019   | 2023   | 37   | 0     |
| Gary Sprake        | 1964   | 1975   | 37   | 0     |
| Christopher Symons | 1992   | 2004   | 37   | 2     |
| Mark Delaney       | 1999   | 2006   | 36   | 0     |
| Carl Fletcher      | 2004   | 2009   | 36   | 1     |
| Alan Curtis        | 1976   | 1987   | 35   | 6     |
| James Chester      | 2014   | 2018   | 35   | 0     |
| Wyn Davies         | 1964   | 1974   | 34   | 6     |
| Mel Hopkins        | 1956   | 1963   | 34   | 0     |
| Jason Koumas       | 2001   | 2009   | 34   | 10    |
| Lewin Nyatanga     | 2006   | 2011   | 34   | 0     |
| Brennan Johnson    | 2020   | 2024   | 33   | 5     |
| Roy Paul           | 1949   | 1956   | 33   | 1     |
| Jonny Williams     | 2013   | 2022   | 33   | 2     |
| William Burgess    | 1947   | 1954   | 32   | 1     |
| Chris Coleman      | 1992   | 2002   | 32   | 4     |
| Fred Keenor        | 1920   | 1933   | 32   | 2     |
| Roy Vernon         | 1957   | 1968   | 32   | 8     |
| David Brooks       | 2017   | 2024   | 31   | 4     |
| Mel Charles        | 1955   | 1963   | 31   | 6     |
| Kenny Jackett      | 1983   | 1988   | 31   | 0     |
| Barrie Hole        | 1963   | 1971   | 30   | 0     |
| Terry Medwin       | 1953   | 1963   | 30   | 6     |
| John Robinson      | 1995   | 2002   | 30   | 3     |

FAW · A-internationals · Bondscoaches · Statistieken · Welsh vrouwenelftal · Brits olympisch elftal · Wales U21 · Wales U20 · Wales U19 · Wales U18 · Wales U17 · Wales U16
1876 – 1899 ·
1900 – 1919 ·
1920 – 1929 ·
1930 – 1939 ·
1940 – 1949 ·
1950 – 1959 ·
1960 – 1969 ·
1970 – 1979 ·
1980 – 1989 ·
1990 – 1999 ·
2000 – 2009 ·
2010 – 2019 ·
2020 − 2029
EK 2016 · 
EK 2020
WK 1958
1876 · 
1877 · 
1878 · 
1879 · 
1880 · 
1881 · 
1882 · 
1883 · 
1884 · 
1885 · 
1886 · 
1887 · 
1888 · 
1889 · 
1890 · 
1891 · 
1892 · 
1893 · 
1894 · 
1895 · 
1896 · 
1897 · 
1898 · 
1899 · 
1900 · 
1901 · 
1902 · 
1903 · 
1904 · 
1905 · 
1906 · 
1907 · 
1908 · 
1909 · 
1910 · 
1911 · 
1912 · 
1913 · 
1914 · 
1915 · 1916 · 1917 · 1918 · 1919 · 
1920 · 
1921 · 
1922 · 
1923 · 
1924 · 
1925 · 
1926 · 
1927 · 
1928 · 
1929 · 
1930 · 
1931 · 
1932 · 
1933 · 
1934 · 
1935 · 
1936 · 
1937 · 
1938 · 
1939 · 
1940 · 1941 · 1942 · 1943 · 1944 · 1945 · 
1946 · 
1947 · 
1948 · 
1949 · 
1950 · 
1952 · 
1952 · 
1953 · 
1954 · 
1955 · 
1956 · 
1957 · 
1958 · 
1959 · 
1960 · 
1961 · 
1962 · 
1963 · 
1964 · 
1965 · 
1966 · 
1967 · 
1968 · 
1969 · 
1970 · 
1971 · 
1972 · 
1973 · 
1974 · 
1975 · 
1976 · 
1977 · 
1978 · 
1979 · 
1980 · 
1981 · 
1982 · 
1983 · 
1984 · 
1985 · 
1986 · 
1987 · 
1988 · 
1989 · 
1990 · 
1991 · 
1992 · 
1993 · 
1994 · 
1995 · 
1996 · 
1997 · 
1998 · 
1999 · 
2000 · 
2001 · 
2002 · 
2003 · 
2004 · 
2005 · 
2006 · 
2007 · 
2008 · 
2009 · 
2010 · 
2011 · 
2012 · 
2013 · 
2014 · 
2015 · 
2016 · 
2017 ·
2018 ·
2019 ·
2020 ·
2021 ·
2022 ·
2023
Albanië ·
Andorra ·
Argentinië ·
Armenië ·
Australië ·
Azerbeidzjan ·
België ·
Bosnië en Herzegovina ·
Brazilië ·
Bulgarije ·
Canada ·
Chili ·
China ·
Costa Rica ·
Cyprus ·
DDR ·
Denemarken ·
Duitsland ·
Engeland ·
Estland ·
Faeröer ·
Finland ·
Frankrijk ·
Georgië ·
Gibraltar ·
Griekenland ·
Hongarije ·
Ierland ·
IJsland ·
Iran ·
Israël ·
Italië ·
Jamaica ·
Japan ·
Joegoslavië ·
Kazachstan ·
Koeweit ·
Kroatië ·
Letland ·
Liechtenstein ·
Luxemburg ·
Malta ·
Mexico ·
Moldavië ·
Montenegro ·
Nederland ·
Nieuw-Zeeland ·
Noord-Ierland ·
Noord-Macedonië ·
Noorwegen ·
Oekraïne ·
Oostenrijk ·
Panama ·
Paraguay ·
Polen ·
Portugal · 
Qatar ·
Roemenië ·
Rusland ·
San Marino ·
Saoedi-Arabië ·
Schotland ·
Servië ·
Servië en Montenegro ·
Slovenië ·
Slowakije ·
Sovjet-Unie ·
Spanje ·
Trinidad & Tobago ·
Tsjechië ·
Tsjecho-Slowakije ·
Tunesië ·
Turkije ·
Uruguay ·
Verenigde Staten ·
Wit-Rusland ·
Zuid-Korea ·
Zweden ·
Zwitserland
Engeland (2016) · 
Denemarken (2021) · 
Italië (2021) · 
Rusland (2016) ·
Slowakije (2016) · 
Turkije (2021) · 
Zwitserland (2021)